# Sant Domènec de la Serra d'Almos
Sant Domènec és una església parroquial en una cantonada de la Plaça Major de la Serra d'Almos, al municipi de Tivissa (Ribera d'Ebre) catalogada a l'Inventari del Patrimoni Arquitectònic de Catalunya.
Es creu que podria correspondre's amb l'antiga ermita que hi havia el 1699, on fou creada la parròquia el 1786. L'any 1784, per les necessitats motivades per l'augment de població es creà una vicaria perpètua a la Serra, així com a Darmós, els Guiamets i Vandellòs. El 3 de setembre, el Bisbe de Tortosa decretà l'establiment d'un vicari perpetu i, per al seu sosteniment, el rector de Tivissa contribuiria amb 200 lliures. Les vicaries, com a filials de Tivissa, havien de guardar-hi els privilegis i honors corresponents. Fou reformada el 1861.
Església, dedicada a Sant Domènec, està adossada pel lateral amb un edifici entre mitgeres i disposa de tres naus amb planta de creu llatina i absis no marcat en planta. La coberta de la nau i dels braços del transsepte s'efectua mitjançant voltes de creueria amb arcs torals, que descansen sobre una cornisa motllurada i pilastres. L'espai del creuer queda cobert amb una cúpula de vuit nervis. La volta de creueria del presbiteri és de menor alçada que la resta de la nau. Les capelles laterals, també amb volta de creueria, s'obren a la nau amb arcs formers de mig punt. L'única il·luminació natural del temple l'aporta la rosassa. El cor és sostingut amb un arc carpanell, delimitat a la part superior per una barana de fusta. Al centre del frontis hi ha el portal d'accés, d'arc de mig punt adovellat. Sobre d'aquest, la rosassa queda parcialment tapada per un rellotge. De l'extrem de la façana en sobresurt un campanar vuitavat, amb base quadrangular, obert al pis superior amb pòrtics d'arc de mig punt. L'acabat exterior és d'estucat emblanquinat imitant carreus.